# Jarler

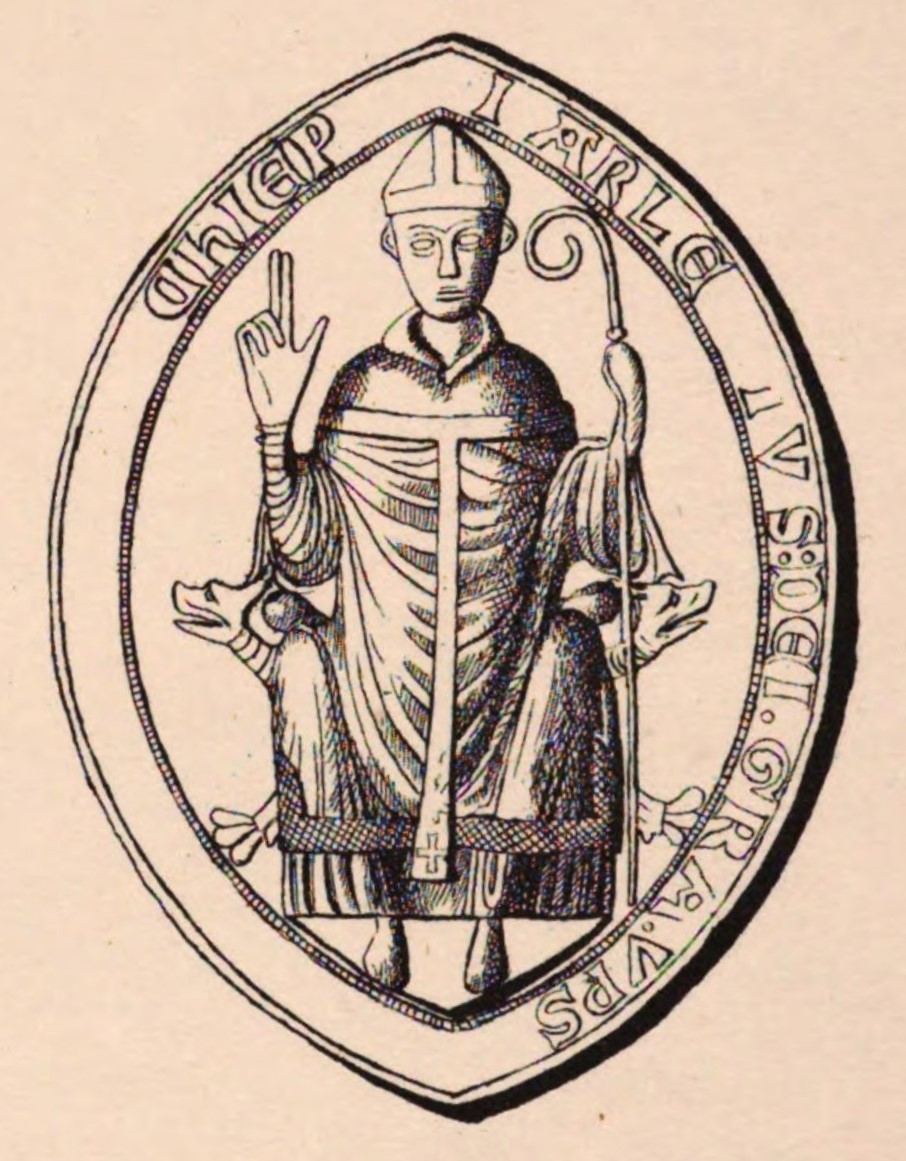
Siegel

Jarler (lateinisch Jarlerius; † 1255 in Uppsala) war von 1236 bis 1255 Erzbischof von Uppsala in Schweden.

## Leben
Jarler war einer der beiden ersten bekannten schwedischen Studenten an der Universität von Paris. Während Jarlers Amtszeit als Erzbischof ließen sich Dominikaner und Franziskaner in Schweden nieder. Sie förderten die Akzeptanz der Kirche in Schweden, da sie im Gegensatz zu den bereits vorher bestehenden Zisterziensern öffentlich predigten und dadurch bei der Bevölkerung eine höhere Popularität erlangten.
Im Jahre 1247 erhob sich das Haus der Folkunger gegen König Erik XI., was in der Schlacht von Sparrsätra endete und das politische Klima in Schweden nachhaltig belastete. Im gleichen Jahr reiste Wilhelm von Sabina als Delegierter des Papstes nach Schweden, um wiederholte Anschuldigungen über Eheschließungen und Brüche des Zölibats unter der schwedischen Priesterschaft zu untersuchen. Daraufhin wurde 1248 in Skänninge unter Beteiligung Jarlers eine Kirchenversammlung einberufen, auf der die Regeln des Zölibats geweiht wurden. Diese Versammlung erreichte die kirchliche Unabhängigkeit vom König und beschloss, den Erzbischof fortan durch ein Domkapitel wählen zu lassen, statt ihn wie bisher vom König zu ernennen. Die aufgestellten Vorschriften, die nicht immer beachtet wurden, lassen den noch labilen Zustand der schwedischen Kirche zu jener Zeit erkennen.
Im Jahre 1254 richtete sich Jarler in einen Brief an den Papst in Rom mit der Bitte, sein Amt niederlegen zu dürfen. Als Gründe gab er sein hohes Alter und seinen Gesundheitszustand an. Er war damit einer der wenigen schwedischen Bischöfe, die einen solchen Antrag stellen. Der Papst gewährte den Rücktrittsgesuch, doch Erzbischof Jarler verstarb 1255 noch bevor er die päpstliche Antwort aus Rom erhielt. Jarler ist in der Marienkirche von Sigtuna beigesetzt.